# Sergio Canamasas
Sergio Canamasas, né le 30 avril 1986 à Barcelone, est un ancien pilote automobile espagnol.
En août 2017, il a annoncé sur Twitter mettre un terme définitif à sa carrière en pleine saison de Formule 2. Il explique un an plus tard avoir failli perdre son père durant la manche hongroise de Formule 2, cet évènement est l'élément qui a incité le pilote à tout arrêter du jour au lendemain.

## Carrière

### Résultats en monoplace
| Saison | Championnat                        | Écurie                 | Courses | Victoires | Pole positions | Meilleurs tours | Podiums | Points | Classement |
| ------ | ---------------------------------- | ---------------------- | ------- | --------- | -------------- | --------------- | ------- | ------ | ---------- |
| 2007   | Championnat d'Espagne de Formule 3 | Cetea Sport            | 8       | 0         | 0              | 0               | 1       | 9      | 8e         |
| 2008   | Championnat d'Espagne de Formule 3 | Cetea Sport            | 14      | 0         | 0              | 0               | 0       | 0      | 29e        |
| 2009   | Euroformula Open                   | emiliodevillota.com    | 16      | 0         | 0              | 1               | 3       | 54     | 6e         |
| 2010   | Formula Renault 3.5 Series         | FHV Interwetten.com    | 16      | 0         | 0              | 0               | 0       | 0      | 25e        |
| 2011   | Formula Renault 3.5 Series         | BVM-Target             | 17      | 0         | 1              | 2               | 1       | 69     | 7e         |
| 2012   | GP2 Series                         | Venezuela Team Lazarus | 10      | 0         | 0              | 0               | 0       | 0      | 27e        |
| 2013   | GP2 Series                         | Caterham Racing        | 22      | 0         | 0              | 0               | 0       | 3      | 25e        |
| 2014   | GP2 Series                         | Trident Racing         | 19      | 0         | 0              | 0               | 1       | 29     | 14e        |
| 2015   | GP2 Series                         | MP Motorsport          | 6       | 0         | 0              | 0               | 1       | 27     | 15e        |
| 2015   | GP2 Series                         | Team Lazarus           | 11      | 0         | 0              | 0               | 0       | 27     | 15e        |
| 2015   | GP2 Series                         | Hilmer Motorsport      | 2       | 0         | 0              | 0               | 0       | 27     | 15e        |
| 2016   | GP2 Series                         | Carlin                 | 20      | 0         | 0              | 0               | 0       | 17     | 19e        |
| 2017   | Formule 2                          | Trident Racing         | 8       | 0         | 0              | 0               | 0       | 21     | 14e        |
| 2017   | Formule 2                          | Rapax Team             | 6       | 0         | 0              | 0               | 0       | 21     | 14e        |